# Felix Pirson

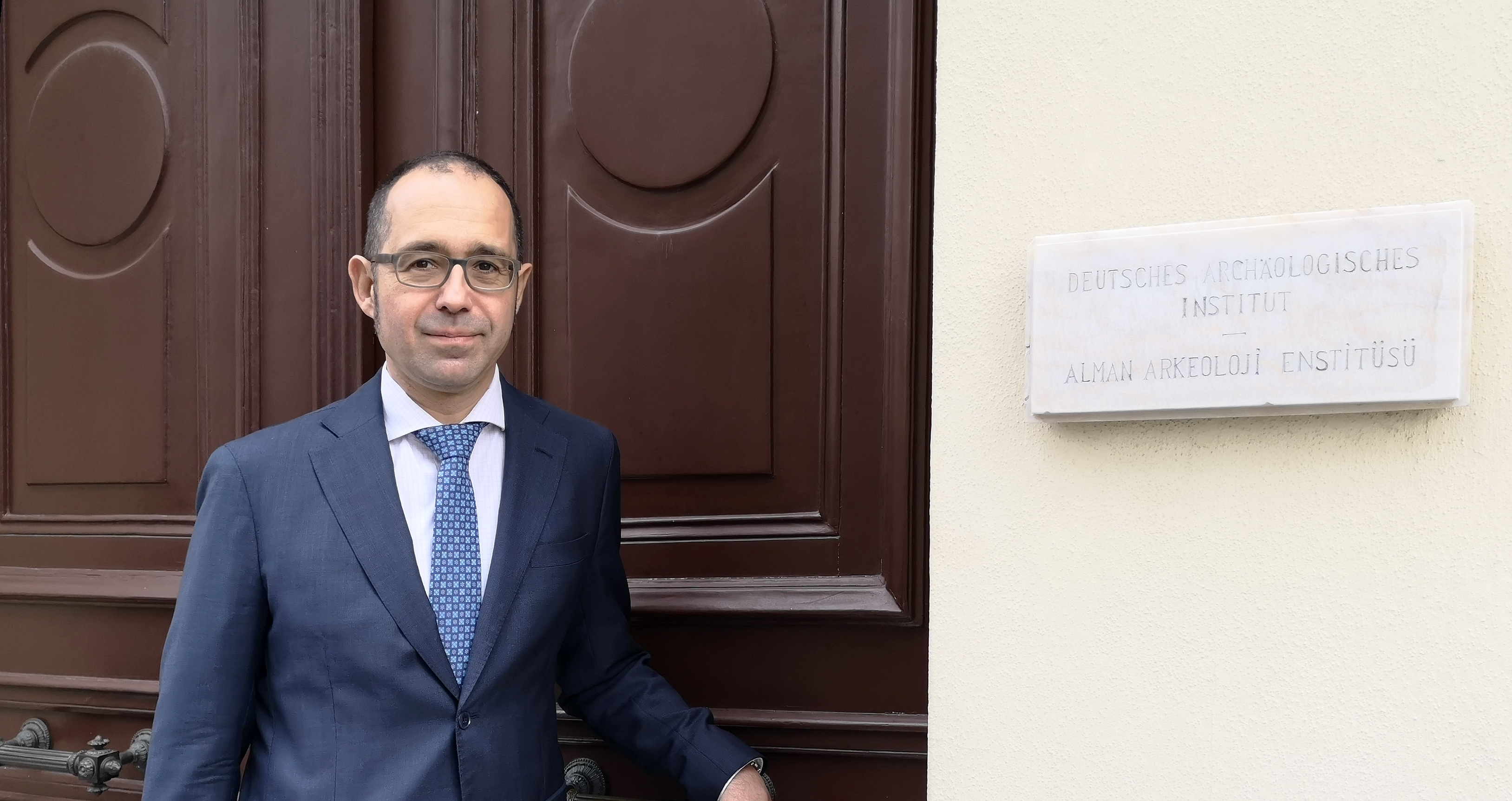
Felix Pirson (2018) vor dem Portal des Deutschen Archäologischen Instituts in Istanbul

Felix Pirson (* 16. August 1968 in Marburg) ist ein deutscher Klassischer Archäologe.

## Werdegang und Leistungen
Felix Pirson, Sohn des Juristen Dietrich Pirson, studierte ab 1989 Klassische Archäologie, Kunstgeschichte, Alte Geschichte und Ur- und Frühgeschichte an der Universität Bonn, der Universität zu Köln und an der Universität München. 1993 schloss er das Studium mit dem Magistergrad ab, 1994 erlangte er den Master of Philosophy an der Faculty of Classics der University of Cambridge. Die Promotion erfolgte 1996 an der Universität München bei Paul Zanker, Thema der Dissertation war Mietwohnungen in Pompeji und Herkulaneum. Untersuchungen zur Architektur, zum Wohnen und zur Sozial- und Wirtschaftsgeschichte der Vesuvstädte.
Danach wurde Pirson Wissenschaftlicher Mitarbeiter an der Abteilung Rom des Deutschen Archäologischen Instituts, wo er im Rahmen des Forschungsschwerpunktes „Stadtkultur in der römischen Kaiserzeit“ beschäftigt war. 1997 bis 2002 leitete er mit Jens-Arne Dickmann ein Grabungs- und Dokumentationsprojekts in Pompeji (Casa dei Postumii). 1998/99 war er Inhaber des Reisestipendiums des DAI. 1999 wurde Pirson Wissenschaftlicher Assistent am Lehrstuhl für Baugeschichte der TU Cottbus, wo er einen Lehrauftrag für Archäologie im Rahmen des Studiengangs „World Heritage Studies“ wahrnahm. Zwei Jahre darauf wurde er 2001 Wissenschaftlicher Assistent am Institut für Klassische Archäologie der Universität Leipzig. Die Habilitation erfolgte in Leipzig 2005 mit einer Arbeit zum Thema Ansichten des Krieges. Kampfreliefs klassischer und hellenistischer Zeit im Kulturvergleich. 2005 wurde Pirson Zweiter Direktor der Abteilung Istanbul des Deutschen Archäologischen Instituts, 2006 wurde er Erster Direktor der Abteilung und zudem Leiter der Ausgrabungen in Pergamon. Von November bis Dezember 2014 hatte er eine Gastprofessur (Directeur d'études) an der École pratique des hautes études, Section des sciences historiques et philologiques, in Paris inne.
2009 wurde Pirson zum korrespondierenden Mitglied des American Institute of Archaeology gewählt. Im März 2010 erfolgte die Ernennung zum Honorarprofessor für Klassische Archäologie an der Universität Leipzig. Seit 2010 ist er Senior Fellow des Institute of the Studies of the Ancient World der New York University. Im März 2011 wurde er zum Korrespondierenden Mitglied des Österreichischen Archäologischen Instituts und im April 2013 zum Korrespondierenden Mitglied des Türkischen Instituts für Altertumswissenschaften (Türk Eskiçağ Bilimleri Enstitüsü) ernannt.
Pirson ist Mitherausgeber des Göttinger Forums für Altertumswissenschaft und der Istanbuler Mitteilungen sowie Herausgeber und Mitherausgeber der Reihen Altertümer von Pergamon, Pergamenische Forschungen, BYZAS, MIRAS und Istanbuler Forschungen.

## Schriften (Auswahl)
- Mietwohnungen in Pompeji und Herkulaneum. Untersuchungen zur Architektur, zum Wohnen und zur Sozial- und Wirtschaftsgeschichte der Vesuvstädte (= Studien zur antiken Stadt Band 5). Pfeil, München 1999.
- mit Ulrike Wulf-Rheidt (Herausgeber): Austausch und Inspiration. Kulturkontakt als Impuls architektonischer Innovation. Kolloquium vom 28.-30.4.2006 in Berlin anlässlich des 65. Geburtstages von Adolf Hoffmann (= Diskussionen zur archäologischen Bauforschung Band 9). Philipp von Zabern, Mainz 2008, ISBN 978-3-8053-3925-4.
- Ansichten des Krieges. Kampfreliefs klassischer und hellenistischer Zeit im Kulturvergleich (= Archäologische Forschungen Band 31). Wiesbaden 2014.
- mit Sabine Ladstätter, Thomas Schmidts (Herausgeber): Häfen und Hafenstädte im östlichen Mittelmeerraum von der Antike bis in byzantinischer Zeit  (= Byzas Band 19). Istanbul 2014.
- mit Andreas Scholl (Herausgeber): Pergamon. Anadolu´da Bir Helenistik Dönem Başkenti. A Hellenistic Capital in Anatolia. Yapı Kredi Yayınları, Istanbul 2014.